# (1426) Riviera
(1426) Riviera – planetoida z pasa głównego asteroid okrążająca Słońce w ciągu 4 lat i 54 dni w średniej odległości 2,58 au. Została odkryta 1 kwietnia 1937 roku w Observatoire de Nice przez Margueritte Laugier. Nazwa planetoidy pochodzi prawdopodobnie do Francuskiej Riwiery czyli Lazurowego Wybrzeża. Przed nadaniem nazwy planetoida nosiła oznaczenie tymczasowe (1426) 1937 GF.